# L'Africaine
L'Africaine (título original en francés; en español, La africana) es una grand opéra en cinco actos con música de Giacomo Meyerbeer (su última obra) y libreto en francés de Eugène Scribe. La obra trata de acontecimientos ficticios en la vida del personaje histórico Vasco de Gama.

## Historia
Meyerbeer trabajó en la obra a partir de 1837, pero de forma intermitente, interrumpiendo su elaboración varias veces para dedicarse a Le prophète. Finalmente, se dedicó a concluir la obra entre 1857 y 1860.
La ópera se estrenó por la ópera de París en la sala de la rue le Pelletier el 28 de abril de 1865, en una edición representable preparada por el musicólogo belga François-Joseph Fétis, ya que el compositor, fallecido el año anterior, no había dejado una versión definitiva. Fétis también hizo numerosos cortes en la partitura para el estreno, e hizo algunos cambios en el libreto, como la localización de los dos últimos actos, y el cambio de título; Meyerbeer se había referido a ella como Vasco da Gama, pero Fétis pensó que el personaje más importante era el de Sélika. De hecho, resulta evidente del texto, con sus referencias al hinduismo, que la heroína Sélika no es africana, sino que procede de la India, o de una isla cercana. Se ha sugerido Madagascar como una solución de compromiso.
La obra se presentó, en el mismo año de su estreno, en Londres, Nueva York, Madrid y Bolonia, y en 1866 en el Gran Teatro del Liceo de Barcelona. Pronto se convirtió en una de las óperas de más éxito del siglo XIX, pero en la actualidad se representa muy raramente. Muchas interpretaciones y grabaciones actuales sufren severos cortes para dar más relieve a los personajes principales, lo que impide tener una idea de la concepción original del compositor, que, en cualquier caso, estaría oculta tras los arreglos de Fétis.
La única parte de la ópera conocida para la mayoría de los aficionados a la ópera es el aria de tenor del acto cuarto Oh, paradis!, llevada al disco por los principales tenores de la historia, casi siempre en la versión italiana Mi batte il cor.

## Personajes
| Personaje                                                              | voz               | Intérprete del estreno, 28 de abril de 1865 |
| ---------------------------------------------------------------------- | ----------------- | ------------------------------------------- |
| Sélika, una esclava                                                    | soprano dramática | Marie Sasse                                 |
| Vasco da Gama, oficial marino                                          | tenor             | Emilio Naudin                               |
| Inès, hija de Don Diego                                                | soprano           | Marie Battu                                 |
| Nélusko, esclavo                                                       | barítono          | Jean-Baptiste Faure                         |
| Don Pédro, presidente del Consejo Real                                 | bajo              | Belval (Jules-Bernard Gaffiot)              |
| Don Diégo, Almirante                                                   | bajo              | Armand Castelmary                           |
| Anna, Confidente de Inés                                               | mezzo-soprano     | Leonia Levielly                             |
| Don Álvaro, consejero                                                  | tenor             | Victor Warot                                |
| Gran Inquisidor de Lisboa                                              | bajo              | Joseph David                                |
| Sumo sacerdote                                                         | bajo              | Louis-Henri Obin                            |
| Consejeros, oficiales, Obispos, Brahmanes, Indios, soldados, marineros |                   |                                             |
|                                                                        |                   |                                             |

## Argumento

### Acto 1
La cámara del Consejo de Lisboa. La bella Inès es forzada por su padre, el Almirante Don Diego, a desposarse con Don Pédro, en lugar de su amado Vasco da Gama. Da Gama, que había sido dado por muerto en una expedición, aparece ante el Consejo declarando que ha descubierto una nueva tierra, mostrando a Sélika y Nélusko como ejemplos de una raza recién descubierta. Vasco no sabe que Sélika es la reina del país que ha conquistado, y que está secretamente enamorada de él. Su solicitud de una nueva expedición es rechazada, y Da Gama ataca al Inquisidor. Da Gama es encarcelado.

### Acto 2
En la prisión. Sélika salva a Vasco de ser asesinado por Nélusko. Inès accede a casarse con Don Pédro si da Gama es liberado. Don Pédro se apropia de la idea de Vasco de una nueva expedición, para lo que cuenta con la ayuda de Nélusko, que planea rebelarse en alta mar.

### Acto 3
Nélusko pilota la nave de Don Pédro, y canta la balada de la leyenda de Adamastor, el destructivo gigante del mar. Vasco da Gama, que ha seguido la expedición desde otro barco, se enfrenta con Don Pédro. Estalla una violenta tormenta, que Nélusko aprovecha para lanzar la rebelión de los indígenas, que asesinan a todos los europeos, excepto Vasco da Gama.

### Acto 4
Sélika vuelve a reinar en su país. Los sacerdotes quieren sacrificar a Vasco, pero Sélika lo impide, alegando que ha contraído matrimonio con el. Da Gama canta las maravillas de su nueva tierra (O Paradis!) y se resigna a su nueva vida. Pero cuando descubre que Inès vive, y ha sido capturada, corre a reunirse con ella.

### Acto 5
Sélika interrumpe la reunión de Vasco con Inès, sintiéndose traicionada. Pero cuando advierte la fuerza del amor entre ambos, consiente que regresen juntos a Europa. Cuando parten, Sélika se suicida, junto con Nélusko, inhalando el perfume de unas flores venenosas.

## Discografía
- 1988: Maurizio Arena (director). San Francisco Opera Chorus and Orchestra. Plácido Domingo, Ruth Ann Swenson, Shirley Verrett, Justino Díaz, Joseph Rouleau. DVD: ArtHaus Musik Cat: 100 217